# Ludwik Krause
Ludwik Krause (Krauze) (ur. 26 października 1856 w Kaliszu, zm. 21 grudnia 1922 w Warszawie) – polski chirurg.

## Życiorys
Był synem Samuela. Ukończył Męskie Gimnazjum Klasyczne w Kaliszu jako ekstern. Ukończył studia na wydziale medycznym Cesarskiego Uniwersytetu Warszawskiego i 8 grudnia 1881 otrzymał dyplom lekarza. Za rozprawę Wpływ soli salicytowych na ustrój otrzymał srebrny medal. Po skończeniu studiów uczył się chirurgii u Ludwika Chwata w Szpitalu Starozakonnych (na Pokornej) w Warszawie. Był jego asystentem przez 6 lat. Uczył się wtedy także u Theodora Billrotha w Wiedniu. Opublikował około 20 artykułów. M.in. ogłosił pracę opartą na dwustu tracheotomiach. Obronił doktorat na ten temat w 1894 na Uniwersytecie w Dorpacie. W 1896 zostaje nadetatowym ordynatorem oddziału chirurgicznego w Szpitalu Starozakonnych na miejsce ustępującego Ludwika Chwata, a w 1898 ordynatorem etatowym. Następnie pracował w Szpitalu Starozakonnych na Czystem. Był członkiem sekcji chirurgicznej Warszawskiego Towarzystwa Lekarskiego. Był współwłaścicielem od 1895 pisma „Medycyna”.
Zmarł na nowotwór. Został pochowany w Warszawie na cmentarzu żydowskim przy ul. Okopowej.

## Rodzina
11 listopada 1894 ożenił się z Heleną Dawidson, która miała dwie siostry Zofię i Karolinę. Miał synów, Kazimierza (ur. 22 stycznia 1898 w Warszawie), Władysława i Stanisława. Kazimierz był kolegą szkolnym od E. Konopczyńskiego Maniusia Kurmana, Romana Badiora i Lechonia. Syn Stanisław Krause urodził się 14 grudnia 1895 zmarł 12 grudnia 1928. Syn Kazimierz urodził się 22 stycznia 1898 roku, ukończył szkołę E. Konopczyńskiego w 1917 roku, do tej szkoły uczęszczał 11 lat, mieszkał wtedy na Sienkiewicza 4. Kazimierz studiował prawo na Uniwersytecie Warszawskim od 1917 do 1922 roku. Uczęszczał też do Wyższej Szkoły Muzycznej imienia F. Chopina. Stanisław Krause skończył szkołę E. Konopczyńskiego w 1913 roku, zdał egzamin dojrzałości w 1914 roku. W 1915 r. wstąpił na wydział fizyko-matematyczny Uniwersytetu Moskiewskiego, którego nie skończył, zmuszony do powrotu do Polski w 1918 roku. 26 czerwca 1926 r. ukończył studia na wydziale inżynierii lądowej Politechniki Warszawskiej. Stanisław był ożeniony z Anną Flatau (1901-1943), córką Edwarda Flatau; był przyjacielem kompozytora Kazimierza Sikorskiego. Popełnił samobójstwo 12 grudnia 1928 w wieku 33 lat niebawem po ślubie. W zbiorach historyka medycyny Szarejki w Głównej Bibliotece Lekarskiej w Warszawie jest jego notatka rozmowy z 13 stycznia 1979: "Krauze (Krause) lekarz warszawski, miał syna który ożenił się z Anną córką dra Edwarda Flatau. Mieszkali w Warszawie."
Rodzina Ludwika Krause pasjonowała się muzyką. W Warszawie mieszkali na ulicy Sienkiewicza 4 (dom ocalał czasy wojny), podnajmowali pokoje, często muzykom, jednym z nich był Bolesław Kon. Żona Ludwika Krause i jego syn Władysław przypuszczalnie zginęli w czasie okupacji po zatrzymaniu przez Niemców na rogu Nowego Światu i Alei Jerozolimskich.

## Wybrane prace
- K voprosu o trakheotomii pri prostom i difteriticheskom krupe v detskom vozraste. Yuryev, 1894
- Dwieście przypadków tracheotomii przy krupie i dyfterycie u dzieci. Gazeta Lekarska, 189.